# Drapeau de l'ASEAN
Le drapeau de l'Association des nations de l'Asie du Sud-Est ou drapeau de l'ASEAN est l'un des symboles officiels de l'Association des nations de l'Asie du Sud-Est (ASEAN). Il se compose de l’emblème officiel de l’ASEAN sur fond bleu.

## Conception

### Construction
Sur un fond bleu, dix tiges de riz sont dessinées au milieu d'un cercle rouge à pourtour blanc.
Les couleurs du drapeau sont précisées comme suit :
| Schème       | Bleu           | Rouge             | Jaune                   | Blanc      |
| ------------ | -------------- | ----------------- | ----------------------- | ---------- |
| Pantone      | Pantone 286    | Rouge Pantone 032 | Processus Pantone Jaune |            |
| RVB Approx.  | #0032A0        | #EF3340           | #F8E600                 | #FFFFFF    |
| CMJN Approx. | 100, 80, 0, 12 | 0, 90, 76, 0      | 0, 0, 100, 0            | 0, 0, 0, 0 |

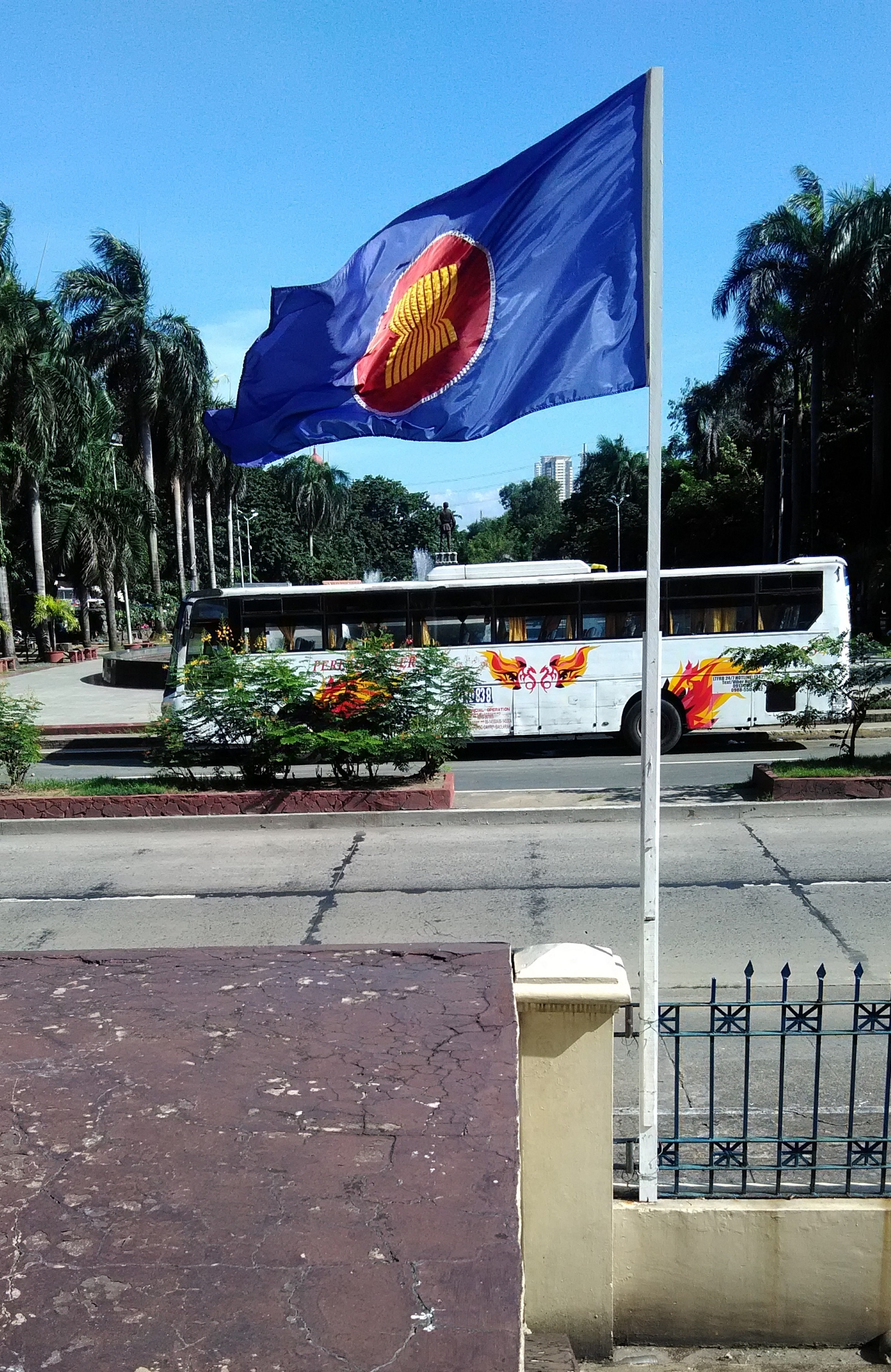
Drapeau de l'ASEAN devant le bâtiment de la poste centrale de Manille.

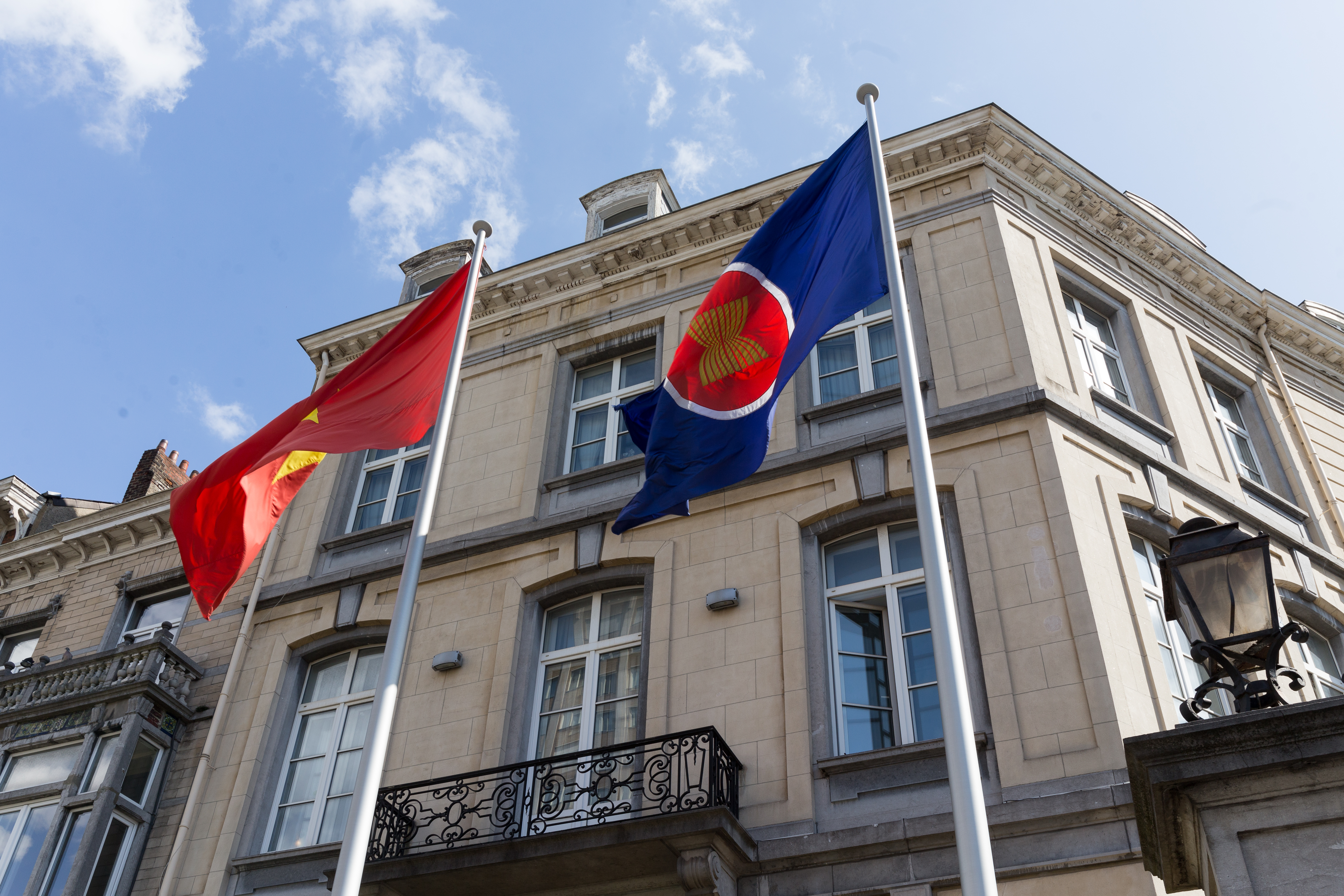
Le drapeau de l'ASEAN flotte aux côtés du drapeau national du Vietnam à l'ambassade du Vietnam en Belgique.

Le rapport largeur/longueur du drapeau est de 2:3. La Charte de l'ASEAN comprend des spécifications de taille pour l'utilisation du drapeau :
- Indicateur de table : 10 cm x 15 cm
- Indicateur de salle : 100 cm x 150 cm
- Drapeau de voiture : 20 cm x 30 cm
- Drapeau de terrain : 200 cm x 300 cm

### Symbolisme
La symbolique officielle du drapeau est détaillée dans la Charte de l'ASEAN.
Les couleurs du drapeau – bleu, rouge, blanc et jaune – représentent les couleurs principales des drapeaux nationaux des dix États membres de l'ASEAN. Le bleu représente la paix et la stabilité, le rouge représente le courage et le dynamisme, le blanc représente la pureté et le jaune représente la prospérité.
Les tiges de riz représentent le rêve des pères fondateurs de l’ASEAN d’une ASEAN comprenant tous les pays d’Asie du Sud-Est liés par l’amitié et la solidarité. Le nombre de tiges symbolise les dix membres de l'ASEAN.
Le cercle représente l'unité de l'ASEAN.

## Histoire
Le premier drapeau de l'ASEAN était similaire à celui actuel : il comportait six tiges de riz représentant les cinq membres fondateurs (Indonésie, Malaisie, Philippines, Singapour et Thaïlande ), plus le Brunei Darussalam (qui les rejoint le 7 janvier 1984) et le mot ASEAN écrit sous les tiges. Le fond en était blanc au lieu de bleu, la bordure du cercle avec le mot ASEAN était cyan et le cercle était jaune vif. Les tiges elles-mêmes étaient de couleur brun doré.